# 倫尼米德 (特拉華州)
倫尼米德（英語：Runnymeade）是位於美國特拉華州紐卡斯爾縣的一個非建制地區。該地的面積和人口皆未知。

## 地理
倫尼米德的座標為39°46′18″N 75°41′29″W / 39.77167°N 75.69139°W，而該地的平均海拔高度為98米（即322英尺）。